# Coucke en Goethals
Jean Coucke (Sint-Denijs,  9 juni 1810 – Charleroi, 16 november 1860) en Pieter Goethals (Lotenhulle, 17 maart 1826 – Charleroi, 16 november 1860) waren twee Vlaamse terdoodveroordeelden. Coucke was een aardappelverkoper en Goethals was actief als ploegbaas bij de spoorwegen nabij de steenkoolmijnen van Marcinelle-Couillet. Beide mannen werden in 1860 ter dood veroordeeld op verdenking van roofmoord. Het proces verliep volledig in het Frans terwijl geen van beiden deze taal machtig was. Ze werden via onthoofding geëxecuteerd.
De zaak vormde in 1873 de aanleiding voor een parlementair debat over een aanpassing van de Belgische justitiewetten. De wet-Coremans, een van de eerste wetten waarin het Nederlands als officiële taal in België werd erkend, was het eindresultaat. Coucke en Goethals groeiden later ook uit tot een symbool van de Vlaamse Beweging en worden ook nu nog in veel Vlaams-nationalistische kringen als martelaars gezien in de Belgische taalstrijd.

## Voorgeschiedenis
Op 23 maart 1860 werd de weduwe Dubois te Couillet bij Charleroi het slachtoffer van een moordoverval bij nacht. Zij werd de volgende ochtend in stervensnood aangetroffen en door de veldwachter ondervraagd. Zij kon enkel nog uitbrengen dat haar aanvallers "Vlaams" spraken. Bijgevolg werd de aandacht van het gerecht gevestigd op twee Vlamingen die in de streek werkten, Jan Coucke en Pieter Goethals. Aanvankelijk werd ook een derde Vlaming, Henri Smets, in verdenking gesteld, maar hij werd bij gebrek aan bewijzen al snel weer vrijgelaten.

## Het proces
Het proces begon op 20 augustus 1860 en werd op 16 november van dat jaar beëindigd. Coucke en Goethals werden voor het assisenhof van Henegouwen te Bergen ter dood veroordeeld, en daarna onthoofd op de Grote Markt van Charleroi op 16 november 1860.
Het proces kon moeilijk eerlijk genoemd worden. Zo sprak Goethals slechts zeer gebrekkig en Coucke in het geheel geen Frans. Toch vond de hele zaak in het Frans plaats en trad als tolk een Luxemburgse rijkswachter op die al even slecht Frans als Nederlands sprak, en verstond de advocaat van Coucke en Goethals geen Nederlands.

## Nieuwe feiten
Op 23 december 1861, een jaar na de terechtstelling, verschenen veertien leden van de beruchte Zwarte Bende voor hetzelfde assisenhof. De Zwarte Bende was een roversbende die tussen 1855 en 1861 de provincies Henegouwen, Brabant en Namen onveilig maakte. Een van de bendeleden, Leopold Rabet, bekende dat zij de weduwe Dubois hadden vermoord. Om het gerecht op een dwaalspoor te brengen hadden de daders tijdens de overval enkele woorden Nederlands gesproken. Jean-Baptiste Boucher en Auguste Leclercq bekenden deze beschuldigingen en werden op 9 januari 1862 ter dood veroordeeld. Op 29 maart 1862 werden zij onthoofd.

## Politieke en justitiële nalatenschap

### Wet Coremans
Op 26 november 1867 diende Harry Peters in de Kamer van volksvertegenwoordigers een vraag in tot herziening van het proces Coucke en Goethals met het verzoek tot eerherstel. Edward Coremans diende op 13 april 1872 een wetsvoorstel in dat voorzag in een wet op taalgebruik in rechtszaken. De wet hield in dat in de Vlaamse provincies de rechter, onderzoeksrechter of voorzitter van het Hof van Assisen, op straffe van nietigheid, aan de beklaagde moet vragen welke taal hij verkiest voor de behandeling. De vervolgde partij mag dan haar verdediger machtigen in de andere taal te pleiten. Ook zou de burgerlijke partij zich steeds van de gekozen taal bedienen. Als er meerdere beklaagden zijn die een verschillende taal kiezen, zal de rechtspleging in het Nederlands geschieden en moet de burgerlijke partij zich in die taal uitdrukken, behalve voor de overtredingen die de beschuldigden betreft die het Frans hebben gekozen, uitsluitend aanbelangt. Op 25 juli 1873 werd de wet-Coremans goedgekeurd in de Kamer van volksvertegenwoordigers en op 5 augustus van datzelfde jaar ook in de Senaat. Leopold II van België ondertekende de wet op 17 augustus 1873.

### De zaak zelf
De hele affaire rond Coucke en Goethals blijft tot op de dag van vandaag voor controverse zorgen. Niet alleen vanwege de feiten rond de misdaad zelf, maar ook omwille van de wijze waarop Couckes en Goethals' proces destijds gevoerd werd. Veel journalisten, auteurs en anderen hebben de zaak onderzocht, waaronder Louis De Lentdecker in zijn boek Beroemde processen (1987), verschenen bij uitgeverij Lannoo.